# Vojtěcha Hasmandová

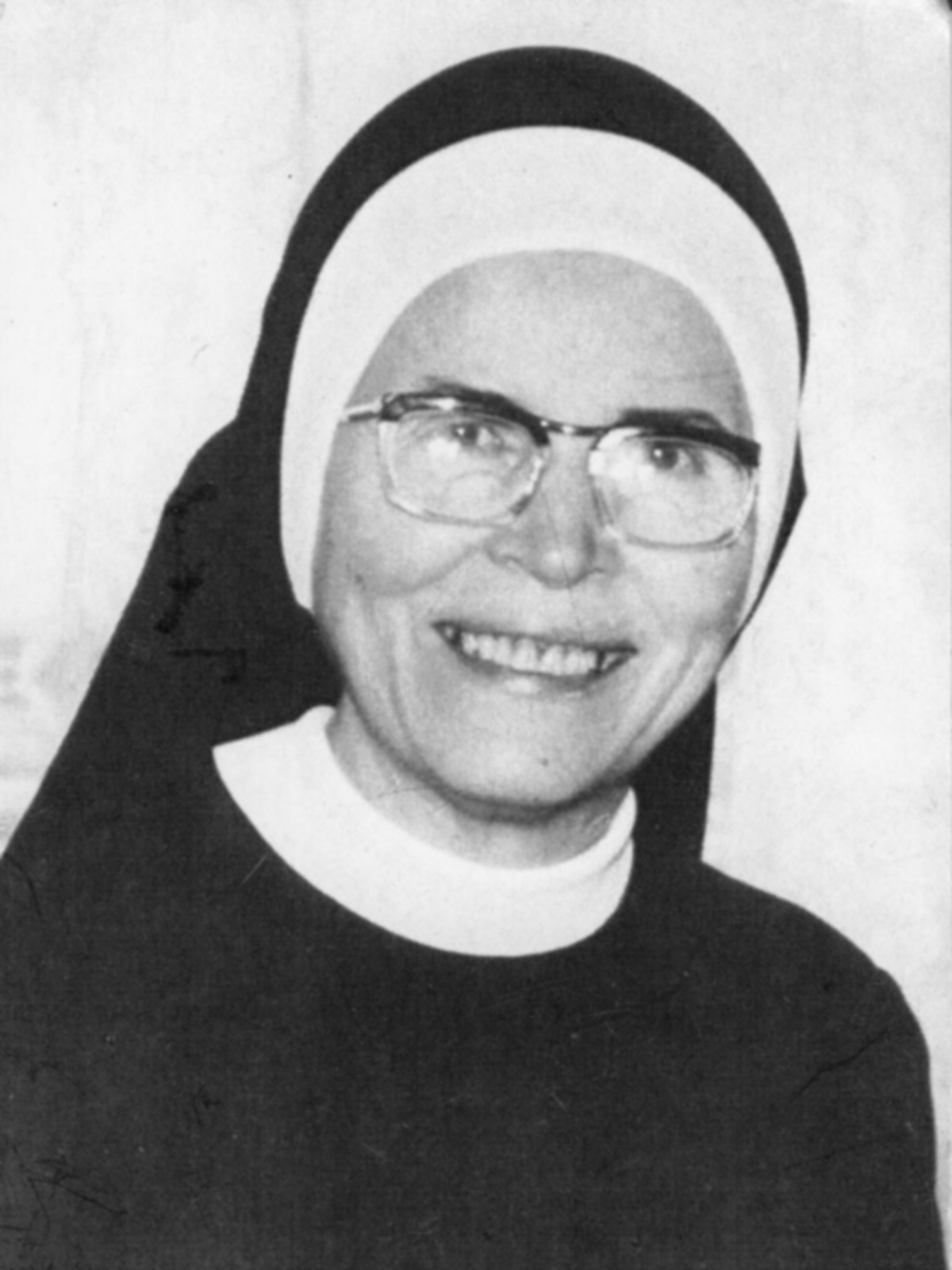
Marie Vojtěcha Hasmandová

Marie Vojtěcha Antonie Hasmandová (SCB), auch Marie Vojtěcha Hasmandová (* als Antonie Hasmandová am 25. März 1914 in Hustienowitz (heute Huštěnovice); † 21. Januar 1988 in Znojmo-Hradiště) war von 1970 bis 1988 Generaloberin der Barmherzigen Schwestern (Borromäerinnen). Nach einem Hochverratsprozess kam sie 1953 für acht Jahre in Haft. Seit 2014 ist Vojtěcha Hasmandová Selige der katholischen Kirche.

## Leben
Antonie Hasmandová trat 1927 im Alter von dreizehn Jahren in das Institut der Barmherzigen Schwestern in Prag ein und nahm den Ordensnamen „Schwester Vojtěcha“ (Adalberta) an. Sie wurde Krankenschwester und pflegte während des Zweiten Weltkriegs Soldaten und Verwundete.
Im Jahr 1952 wurde Hasmandová inhaftiert, weil sie einen Franziskaner versteckt hatte. Nach einem Schauprozess wurde sie zu acht Jahren Haft verurteilt und kam erst 1960 wieder frei.
Zehn Jahre später wurde Hasmandová zur Generaloberin der Barmherzigen Schwestern ernannt. Sie erkrankte 1987 an Tuberkulose und starb nach einjährigem Leiden.
Am 7. Dezember 2014 wurde "matka" Vojtěcha (tschechisch für Mutter) von Papst Franziskus seliggesprochen.